# アユタヤ歴史公園

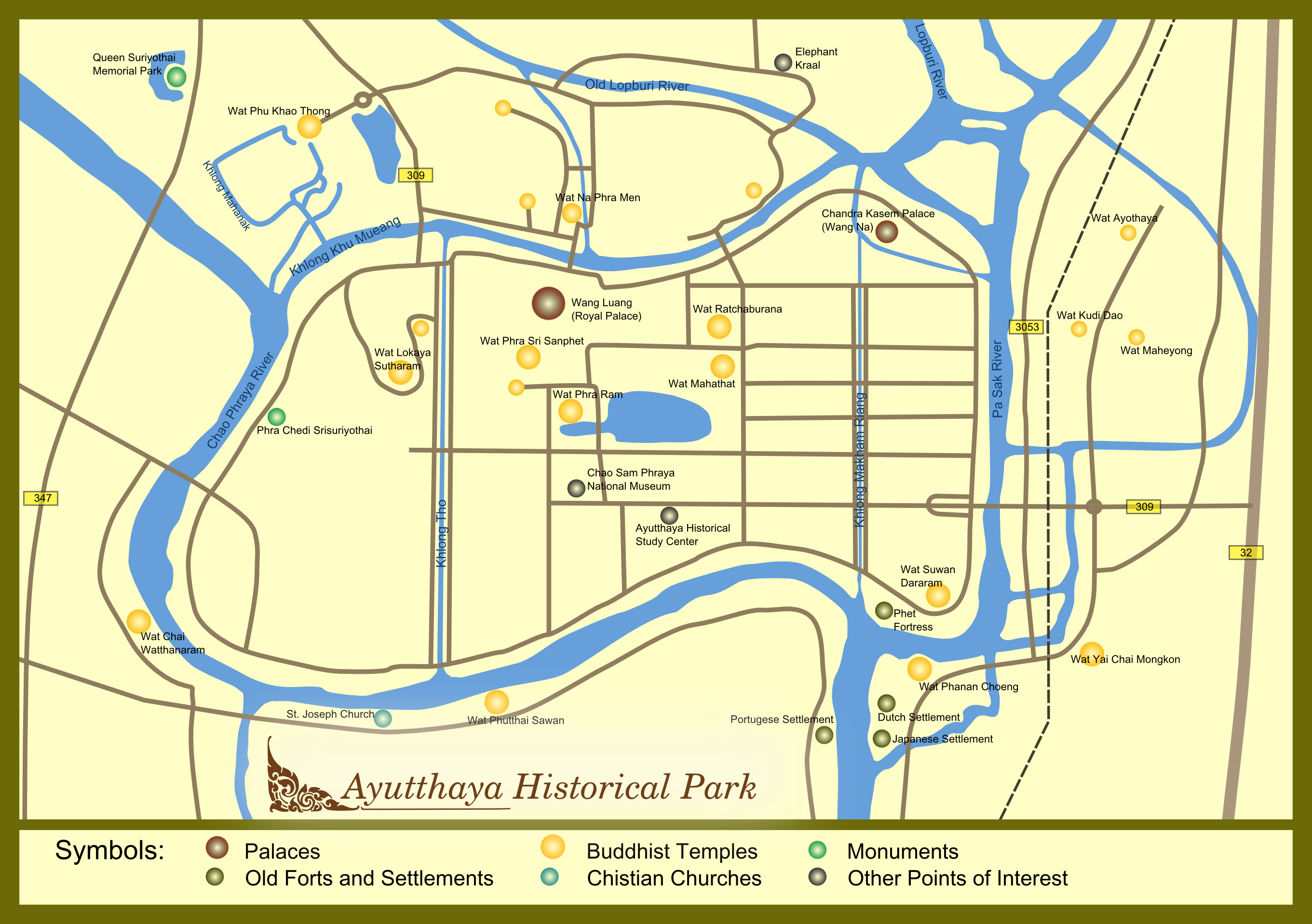
アユタヤ歴史公園
（Ayutthaya Historical Park）の地図

アユタヤ歴史公園（アユタヤれきしこうえん）は、タイのアユタヤにあるアユタヤ王朝の遺跡群。ユネスコの世界遺産に「古都アユタヤ」（英: Historic City of Ayutthaya）として登録されている。

## 概要
アユタヤ遺跡群は、チャオプラヤー川とその支流であるパーサック川、ロップリー川に囲まれた中州に集中している。これは、敵からの防御を考えて中心部の回りに運河を掘ったことによるものである。ワット・プラシーサンペット、ワット・ローカヤスターラームなどの寺院跡、王宮跡が残る。
これらの遺跡を作ったのは1351年 - 1767年に存在したアユタヤ王朝である。この王朝は、ナーラーイ王時代には現在のラオス、カンボジア、ミャンマーの一部を領有するほどの勢力を持っていた。中心都市であるアユタヤは、流れの穏やかなチャオプラヤー川に位置し、貿易に持ってこいの地形であった。この貿易に適した地で、王はその独占貿易で莫大な利益を収め、同時に上座部仏教を信仰していた王は、この莫大な利益をもとに数々の寺院（ワット）を作り出した。しかし、1767年のビルマ（ミャンマー）のコンバウン王朝による攻撃を受けてアユタヤ王朝は消滅した。同時にアユタヤ市内の建造物や石像は徹底的に破壊され、ほとんどの寺院は廃寺となり、王宮も台座を残すのみとなった。世界的にみてアユタヤの建造物の多くが比較的新しい建造物であるにもかかわらず、そのほとんどが煉瓦のみになっているのは、このためである。

## 世界遺産
1967年、アユタヤ遺跡の中心地域が正式にタイ芸術局により歴史公園に指定された。その後、1991年には芸術局によるユネスコへの推薦があり、歴史公園は世界遺産（文化遺産）に登録された。

### 登録基準
この世界遺産は世界遺産登録基準のうち、以下の条件を満たし、登録された（以下の基準は世界遺産センター公表の登録基準からの翻訳、引用である）。
- (3) 現存するまたは消滅した文化的伝統または文明の、唯一のまたは少なくとも稀な証拠。

## 主な遺跡・場所

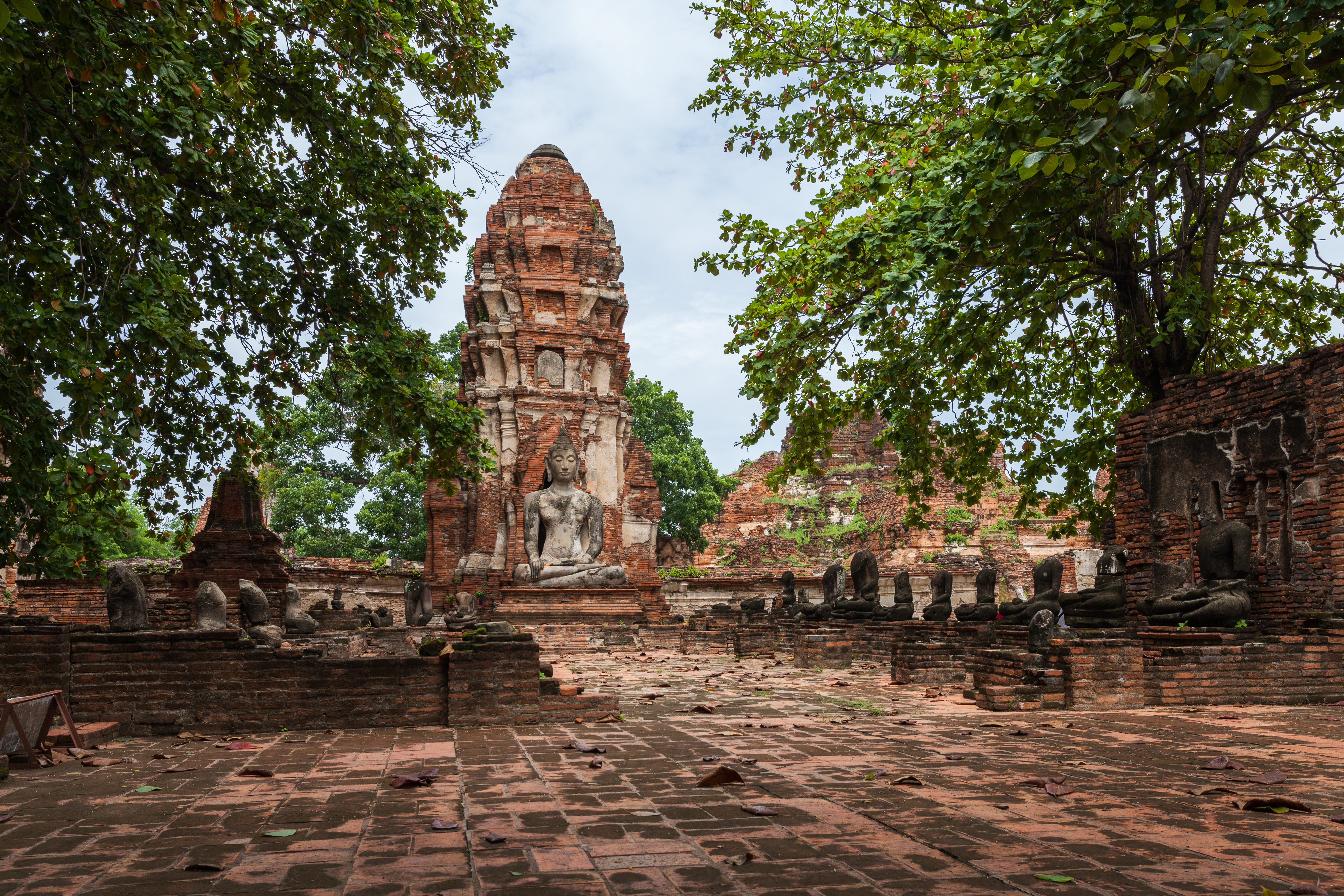
ワット・マハータート

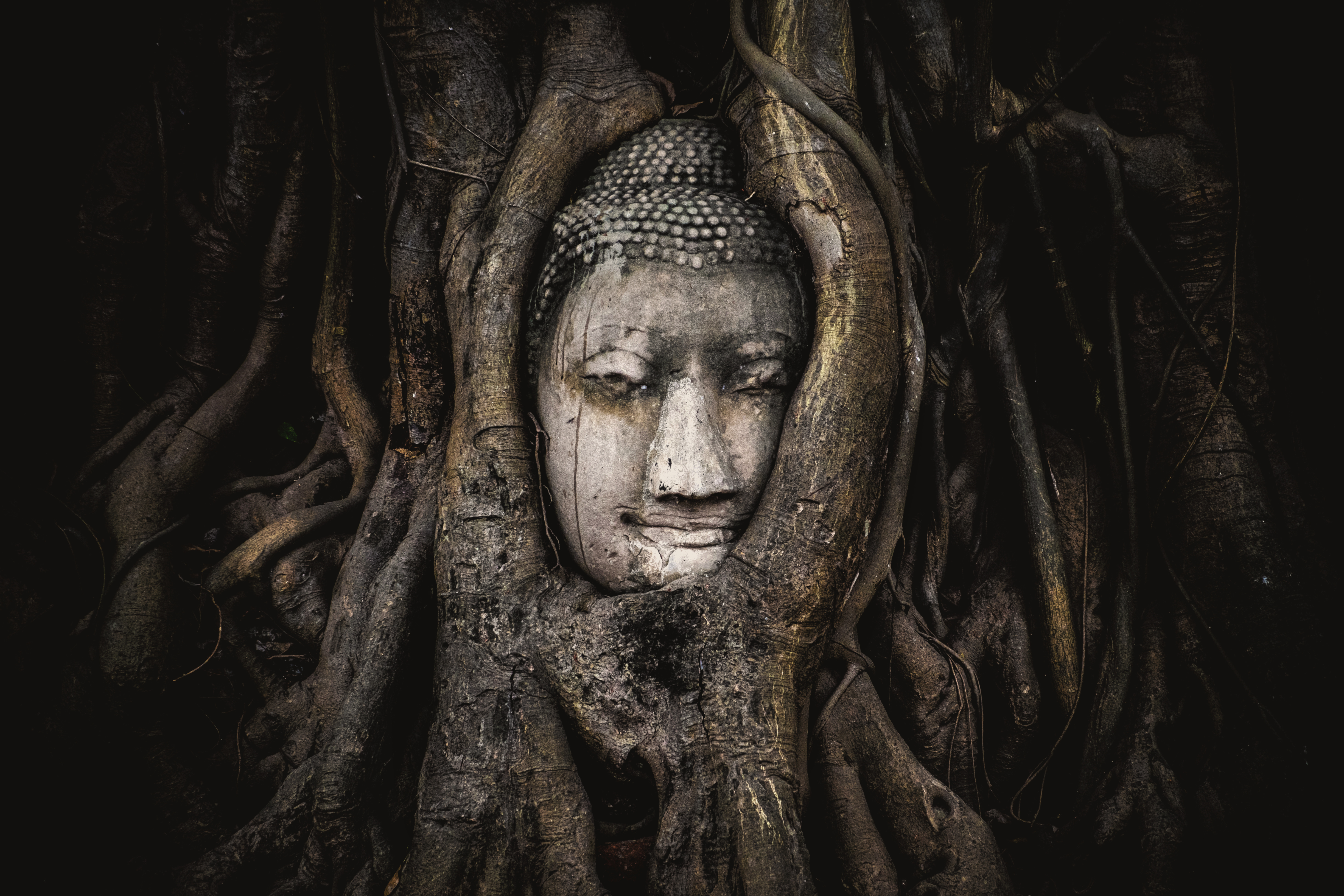
ワット・マハータートにある仏頭

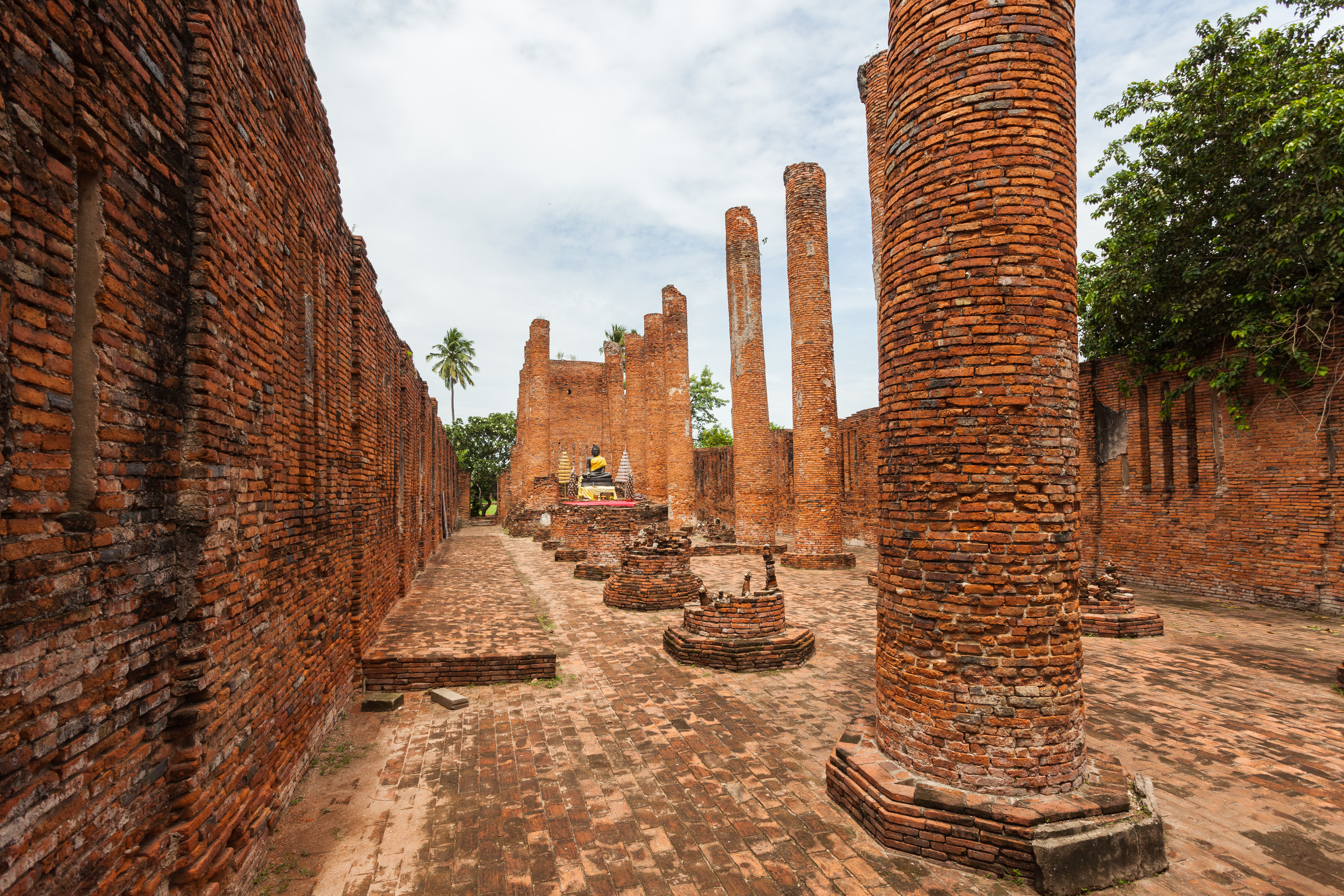
ワット・タンミカラート

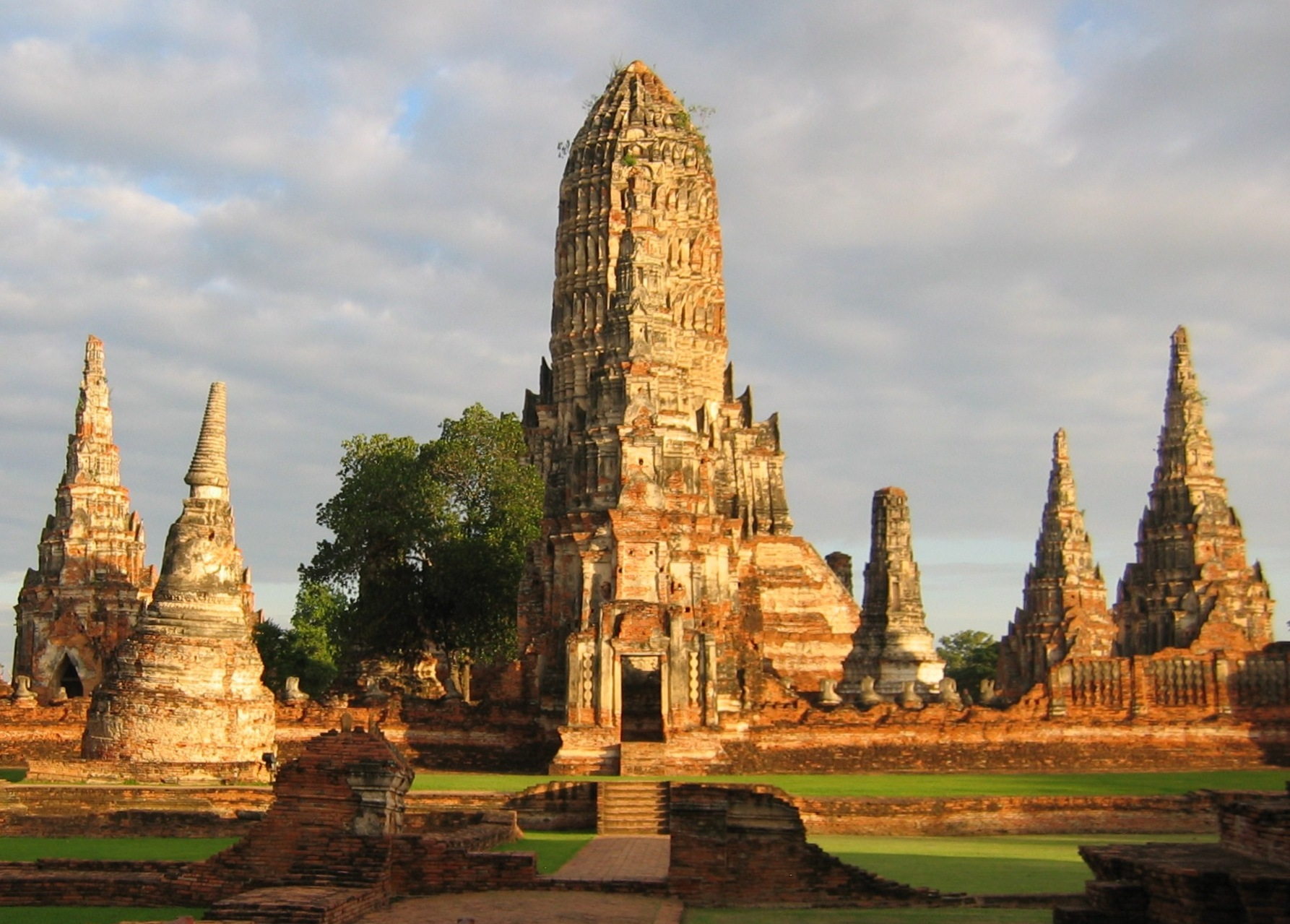
ワット・チャイワッタナーラーム

### 歴史公園内の遺跡（世界遺産）
- 王宮（ドイツ語版）
- ワット・プラシーサンペット
- ウィハーン・プラモンコンボーピット
- ワット・ウォーラチェーターラーム
- ワット・ローカヤスターラーム
- ワット・ラーチャブーラナ
- ワット・マハータート
- ワット・プララーム
- ワット・ウボーソット

### 歴史公園内の遺跡以外
- チェーディー・シースリヨータイ
- シーナカリン公園
- ブン・プララーム公園
- ウートーン王の像
- クン・ペーンの家
- タイ国政府観光庁アユタヤ事務所
- 旧市庁舎
- エレファント・キャンプ

### アユタヤ東部
- ワット・アヨータヤー
- ワット・プラドゥーソンタム
- ワット・クディーダーオ（英語版）
- ワット・マヘーヨン
- ワット・パナンチューン
- ワット・ヤイチャイモンコン

### アユタヤ北部
- ワット・タンミカラート
- ワット・ナープラメーン（ドイツ語版）
- ワット・プラヤーメーン（タイ語版）
- ワット・コークプラヤー
- ワット・チョンクロム
- ワット・タカイ
- ワット・チャオヤー
- ワット・ケー
- ワット・メーナーンプルーム
- エレファント・クラール（ドイツ語版）
- ワット・ボーロマウォンイッサラワララーム（遺跡ではない）

### アユタヤ西部
- ワット・ウォーラポー
- ワット・トゥック
- ワット・プーカオトーン
- ワット・チャイワッタナーラーム（英語版）
- ワット・プッタイサワン（ドイツ語版）
- ワット・ウォーラチェートテープバムルン
- プリーディー・パノムヨン記念碑

### アユタヤ東南部
- ワット・スワンダーラーラーム
- ポームペット（城壁）

### アユタヤ南部外国人町
- 聖ヨセフ教会（タイ語版）
- ポルトガル人町（タイ語版）
- オランダ人町（タイ語版）
- 日本人町